# Maroje Nikolin
Maroje Nikolin (14. stoljeće, hrvatski graditelj).

Maroje Nikolin, dubrovački graditelj. 1389. godine radio je u Zadru s Pavlom Vanucijevim na samostanu sv. Krševana.